# Gabriele Ranzato
Gabriele Ranzato (Roma, 24 ottobre 1942) è uno storico italiano.

## Biografia
Ha svolto la sua attività accademica interamente presso l'Università di Pisa dove dal 2001 al 2012 è stato professore ordinario di Storia Contemporanea. Nel 1993 è stato visiting professor all'Università di Santander. Nel 1996 è stato professore invitato responsabile di corso presso l'Università di Girona (Spagna). Nel 2002 ha tenuto un corso come professore invitato presso l'Ecole Normale di Parigi-Cachan. Dal 2015 al 2018 è stato membro del Comitato Scientifico dell'Istituto Nazionale per la Storia del Movimento di Liberazione in Italia.
I principali periodi storici a cui ha dedicato i suoi studi hanno riguardato la Spagna dei secoli XIX e XX, l'Europa della prima metà del Novecento e l'Italia degli anni 1943-45. Le sue ricerche hanno dato un importante apporto alla conoscenza della tardiva modernizzazione tra i due secoli del sistema politico spagnolo, formalmente liberale, ma a lungo sostanziato da regolari brogli elettorali che garantivano predeterminate alternanze di due partiti al governo del paese. Nel campo degli studi sulla storia della violenza, della guerra e delle guerre civili, si segnalano i suoi lavori e le sue riflessioni sull'ambiguo rapporto tra violenza politica e violenza "ordinaria" e sui caratteri delle cosiddette "guerre fratricide". In questo ambito la sua opera più importante è L'eclissi della democrazia. La guerra civile spagnola e le sue origini. 1931-1939 (Bollati Boringhieri, Torino 2004) a cui nel 2005 è stato attribuito il Premio SISSCO per il miglior libro di argomento storico contemporaneistico pubblicato nel 2004; in questo volume si mettono in evidenza le lunghe radici, nazionali e internazionali, della guerra di Spagna, e si esaminano sia la violenta eliminazione della democrazia nel territorio franchista che le sue sventure anche nel territorio repubblicano. 
Il suo primo importante contributo alla conoscenza del periodo della Resistenza italiana è costituito dal libro La liberazione di Roma. Alleati e Resistenza (Laterza, Bari-Roma 2019), che si segnala per la sua prospettiva, volta a collocare i nove mesi dell'occupazione tedesca della città nel più vasto quadro della storia della seconda guerra mondiale, e per il suo carattere propriamente storiografico, contraddistinto dall'uso di un vasto repertorio di fonti. In seguito ha pubblicato il libro Eroi pericolosi. La lotta armata dei comunisti nella Resistenza (Laterza, Bari-Roma 2024), nel quale si mettono a fuoco, attraverso numerose fonti, i chiaroscuri di azioni ed intenti del patito che costituì la spina dorsale della guerra partigiana.

## Opere

### Libri
- Sudditi operosi e cittadini inerti. Sopravvivenze della società di antico regime nell'industrializzazione di una città catalana, Milano, Franco Angeli, 1984. [trad. spagnola: Península, 1987]
- La guerra di Spagna, Firenze, Giunti, 1995, ISBN 88-09-20655-X.
- Il linciaggio di Carretta. Roma 1944. Violenza politica e ordinaria violenza, Milano, Il Saggiatore, 1997.
- La difficile modernità e altri scritti sulla Storia della Spagna contemporanea, Alessandria, Edizioni dell'Orso, 1997.
- L'eclissi della democrazia. La guerra civile spagnola e le sue origini. 1931-1939, Torino, Bollati Boringhieri, 2004. [trad. spagnola: Siglo XXI, 2006]
- Il passato di bronzo. L'eredità della guerra civile nella Spagna democratica, Roma-Bari, Laterza, 2006. [trad. spagnola: Destino, 2007]
- La grande paura del 1936. Come la Spagna precipitò nella guerra civile, Roma-Bari, Laterza 2011. [trad. spagnola: La Esfera de los Libros, 2014]
- La liberazione di Roma. Alleati e Resistenza (8 settembre 1943 - 4 giugno 1944), Roma-Bari, Laterza, 2019.
- Eroi pericolosi. La lotta armata dei comunisti nella Resistenza, Roma-Bari, Laterza, 2024.

### Curatele
- Guerre fratricide. Le guerre civili in età contemporanea, Saggi di Alain Corbin, Manuel Delgado, Paola Di Cori, Mario Isnenghi, Jean-Clèment Martin, Claudio Pavone, Paolo Pezzino, G. Ranzato, Alessandro Triulzi, Enric Ucelay Da Cal, Loretta Valtz Mannucci e Paolo Viola, Collana Nuova Cultura n.42, Torino, Bollati Boringhieri, 1994, ISBN 978-88-339-0858-8.

### Articoli e contributi
- La politica agraria dei comunisti durante la guerra civile spagnola, in «Rivista di Storia Contemporanea», n. 2, 1975.
- Il lungo addio: la Spagna tra antico regime e liberal-democrazia, in «Quaderni Storici», n. 46, 1981.
- Dies Irae: la persecuzione religiosa nella zona repubblicana durante la guerra civile spagnola (1936-1939), in «Movimento operaio e socialista», n.2, 1988.
- Le elezioni nei sistemi liberali italiano e spagnolo, in «Rivista di Storia contemporanea», n.2, 1989.
- All'origine della base di massa del regime franchista, in L. Casali (a cura), Per una definizione della dittatura franchista, Milano, Angeli, 1990.
- Alcune considerazioni su Resistenza e guerra civile, in «Ventesimo Secolo», n.2, 1992.
- Tra grandi e piccoli fatti: la guerra civile nella valle di Puigcerdá (1936-1937), in: P. Pezzino - G. Ranzato (a cura), Laboratorio di Storia. Studi in onore di Claudio Pavone, Milano, Angeli, 1994.
- I massacri nel processo di civilizzazione dell'Europa contemporanea, in «Passato e Presente», n. 34, 1995.
- El «descubrimiento» de la guerra civil, in «Ayer», n. 22, 1996.
- Barcelone, «ville des barricades». Fonctions et sens des barricades dans un siècle d'insurrections (1835-1937), in A. Corbin – J.-M. Mayeur (dir.), La barricade, Paris, Publications de la Sorbonne, 1997.
- Los primos desconocidos: la historia de la España contemporánea en los manuales escolares italianos de la posguerra, in «Ayer», n. 31, 1998.
- Guerra totale e guerra civile nel XX secolo, in «Parolechiave», n. 20/21, 1999.
- Roma, in E. Collotti, R. Sandri e F. Sessi, Dizionario della Resistenza, v. I, Storia e geografia della Liberazione, Torino, Einaudi, 2000.
- Sciascia e la guerra civile spagnola: tra verità storica e verità letteraria, in «Spagna contemporanea», n. 18, 2000.
- Guerra totale e nemico totale, in M. Flores (a cura), Storia, verità, giustizia: i crimini del XX secolo, Milano, Bruno Mondadori, 2001.
- La Spagna del dopo-Franco ha una storia esemplare?, in «Novecento», n. 10, 2004.
- Guerra civil y guerra total en el siglo XX, in «Ayer», n. 55, 2004.
- La democrazia indifesa: la Spagna repubblicana tra rivoluzione e "non intervento" (1936-1939), in «Ricerche di Storia Politica», n. 3, 2007.
- El peso de la violencia en los orígenes de la guerra civil de 1936-1939, in «Espacio Tiempo y Forma», n. 20, 2008.
- Volontari italiani in Spagna: identità e motivazioni, in G. Ranzato, C. Zadra, D. Zendri, In Spagna per l'idea fascista, Rovereto, Museo Storico Italiano della Guerra, 2008.
- The Spanish Civil War in the Context of Total War, in M. Baumeister, S. Schüler-Springorum, Stefanie (Hrsg.), "If YouTolerate This...". The Spanish Civil War in the Age of Total War, Frankfurt, Campus Verlag, 2008.
- La izquierda republicana y la defensa de la democracia (1934-1936), in M. Alvarez Tardío – F. del Rey Reguillo (eds.), El laberinto republicano: la democracia española y sus enemigos (1931-1936), Barcelona, RBA, 2012.
- Spagna repubblicana e Spagna franchista: la storia offuscata dalla memoria, in F. Focardi-B. Groppo (a cura), L'Europa e le sue memorie, Roma, Viella, 2013.
- Roberto Battaglia partigiano, memorialista, storico, in R. De Longis - M. Ghilardi (a cura), Arte Resistenza Storia. Un ritratto di Roberto Battaglia, Roma, Biblioteca di Storia Moderna e Contemporanea e Istituto nazionale di studi romani, 2015.
- La guerra dei trent'anni come ascesa e crollo dei nazionalismi aggressivi, in «Ricerche di Storia Politica», n. 2, 2015.
- 7 marzo 1936. Rimilitarizzazione della Renania. Le difficoltà delle democrazie di fronte al nazismo, in A. Bolaffi - G. Crainz (a cura), Calendario Civile Europeo. I nodi storici di una costruzione difficile, Roma, Donzelli Editore, 2019.